# Dark Souls – The Board Game
Dark Souls – The Board Game es un juego de mesa de exploración con miniaturas creado por Steamforged Games. Está basado en la serie de videojuegos Dark Souls de FromSoftware y Bandai Namco Entertainment. Una campaña de financiación colectiva recaudó más de 3,7 millones de libras esterlinas para financiar el desarrollo del proyecto. Fue lanzado en abril de 2017.

## Modo de juego
Dark Souls – The Board Game es un juego de mesa de exploración con miniaturas que se puede jugar en cooperación con hasta cuatro jugadores. Los jugadores asumen el papel de personajes basados en las clases de la serie de videojuegos Dark Souls y luchan contra monstruos y buscan tesoros. El juego utiliza miniaturas para representar a jugadores, minijefes y jefes. Las miniaturas están inspiradas en los personajes de los jugadores y en los enemigos de los videojuegos Dark Souls (2011), Dark Souls II (2014) y Dark Souls III (2016). Las miniaturas se mueven en un tablero de juego basado en nodos. El combate está basado en cartas; los jefes tienen un conjunto de cartas "AI" que determinan su movimiento y ataques.
Un aspecto único del juego es que tu salud y tu resistencia comparten la misma barra, lo que limita tu capacidad para moverte y atacar cuando has sufrido daños. La resistencia se regenera en 2 puntos por vuelta, mientras que el daño requiere curación en los puntos de control de la hoguera, o el uso de elementos de curación.
Para crear diferentes experiencias en cada juego, los jugadores colocan fichas al azar y luego cogen cartas de encuentro para cada ficha; las cartas de encuentro determinan los enemigos, los objetos del terreno y las trampas que se generan en esa ficha. Una vez que los jugadores llegan a un jefe, eligen un número de cartas AI y las barajan, luego reservan otra carta "Heat Up". Los jugadores revelan las cartas de IA del jefe en orden sin cambiarlas hasta que el jefe cae por debajo de una cierta cantidad de sus puntos de salud totales. La carta "Heat Up" se baraja en el mazo AI, dándole al jefe una carta más fuerte y cambiando el orden en el que atacará durante el resto del combate.

## Desarrollo
Dark Souls es una serie de videojuegos de acción desarrollados por FromSoftware y publicados por Bandai Namco Entertainment. Dark Souls – The Board Game es un juego de mesa con licencia oficial basado en la serie. Fue creado por la empresa británica Steamforged Games. En 2015, el diseñador y cofundador de Steamforged, Mat Hart, había estado creando prototipos de juegos de mesa para mazmorras de oruga. No le gustaba la dependencia de la suerte y la naturaleza repetitiva de estos juegos, por lo que intentó abordar estas cuestiones. Hart se reunió con un amigo que trabajaba en Bandai Namco como productor de videojuegos. La propia Bandai Namco estaba ansiosa por encontrar un diseño de juego de mesa que pudiera traducir la serie Dark Souls a un nuevo formato. Antes de presentar sus ideas a Bandai Namco, Hart y su equipo analizaron la serie para identificar aspectos clave y averiguar qué elementos podrían hacer la transición a un formato de juego de mesa. Hart sintió que el proyecto que estaba creando actualmente compartía algunas de las mismas filosofías de diseño incluidas en la serie Dark Souls. El éxito del juego de futbolín de fantasía medieval de Steamforged, Guild Ball, contribuyó a que adquirieran la licencia de Dark Souls de Bandai Namco. Los diseñadores de Steamforged comenzaron a reconstruir el prototipo de Hart como producto de Dark Souls. El mayor reto de diseño al que se enfrentó Steamforged fue tratar de incorporar el alto nivel de dificultad por el que se conoce a la serie Dark Souls mientras se mantiene una experiencia de juego de mesa agradable. El equipo de diseño tuvo acceso total a los recursos de la serie para que pudieran replicar el tono y la estética. Al principio, les resultó difícil decidir qué contenido debía incluirse en la adaptación de su juego de mesa; querían traer a jefes y enemigos icónicos de los tres juegos de la serie. El diseñador Rich Loxam creía que el uso de miniaturas atraería a los jugadores al ayudarles a sumergirse en el universo ficticio.
El 19 de abril de 2016, Steamforged lanzó una campaña de financiación colectiva en el sitio web Kickstarter, buscando 50.000 libras esterlinas para crear el juego. Su objetivo de financiación se alcanzó tres minutos después del lanzamiento de la campaña. En total, se recaudaron más de 3,7 millones de libras esterlinas durante la campaña.

## Lanzamiento
El juego fue presentado en la convención de juegos de mesa Gen Con en agosto de 2016, y fue lanzado oficialmente en abril de 2017. Steamforged planea lanzar sets de expansión para el juego a lo largo del tiempo.